# Jack Kilpatrick
John (Jack) Kilpatrick  (Bootle (Merseyside), 7 juli 1917 - Nelson, 18 december 1989) was een Britse ijshockeyspeler. 
Kilpatrick emigreerde als driejarige naar Canada. Waar hij ijshockey leerde spelen. 
In 1935 accepteerde Kilpatrick de uitnodiging om voor de Britse ploeg de Wembley Lions te spelen.
Kilpatrick werd geselecteerd voor de Britse ploeg voor de Olympische Winterspelen 1936. 
Kilpatrick speelde alleen mee in de openingswedstrijd tegen de Zweden. Uiteindelijk won de Britse ploeg de gouden medaille. Tot op heden is Kilpatrick de jongste Britse gouden medaillewinnaar op de Olympische Winterspelen.